# 馬克西米夫卡 (馬爾加涅茨市鎮)
47°41′25″N 34°38′1″E / 47.69028°N 34.63361°E
馬克西米夫卡（烏克蘭語：Максимівка），是烏克蘭東部第聶伯羅彼得羅夫斯克州尼科波尔区马尔加涅茨市镇的乡村居民点。分別距離马尔加涅茨1.5公里和韋謝拉費多里夫卡4.5公里，海拔高度24米，2001年人口644。